# F-03D
docomo with series ARROWS Kiss F-03D（ドコモ ウィズシリーズ アローズ キス エフゼロサンディー）は、富士通によって開発された、NTTドコモの第3世代移動通信システム（FOMA）端末である。docomo with seriesのひとつ。
ここでは雑誌PopteenとのコラボレーションモデルであるF-03D Girls'（エフゼロサンディー ガールズ）についても記述する。

## 概要
20～30代の女性ユーザーをターゲットにしており、ディスプレイ下部に並ぶメニュー、ホーム、バックの3つのボタンにジュエリーカットが施され、着信時などに光るようになっている。また、背面のカメラ周辺に設けられたリングの下にもLEDが用意され、スマートフォンがどう置かれていても、着信などの通知が光で分かるようになっている。
機能面では、同梱されたプレミアムタッチペンを使って、手書きで文字を書き込んだり、写真を貼り付けたりするなど、手帳やメモ帳のように自由に書き込むことができるほか、自分の文字でフォントが作れたり、撮影した写真に文字や図形などを書き込んだりすることができる。
またサブカメラを使ったハンドミラー機能を備えているほか、IPX5/IPX8準拠の防水仕様を搭載している。また、おくだけ充電に対応しており、専用の充電台がパッケージに同梱される。
なお、SIMカードはmicroSIMカードを採用している。

ちなみに、F-12CはAndroid 4.0へのバージョンアップが検討されて後に却下されたが、RAMが512MBと小容量の本機とARROWS μ F-07DはそもそもAndroid 4.0へのバージョンアップは検討自体がされていない。

## F-03D Girls'
Popteenとのコラボレーションモデル。ボディカラーは「ガチピンク」1色のみである。
スペックはF-03Dと同等だが、外観は独自デザインとして、ホームキーがリボン型になっているほか、インカメラおよびアウトカメラ周辺にハート型のメッキパーツが施されている。また、側面のゴールドメッキと同系色で、荒めのラメを入れたゴールドの交換式の背面カバーがパッケージに同梱される。
F-03DやF-09D ANTEPRIMAと同様、ARROWSブランドを冠していないがARROWSシリーズである。

## arrows　F-02Lのカバ－
| 主な対応サービス                                 | 主な対応サービス                         | 主な対応サービス                       | 主な対応サービス                              |
| ------------------------------------------------ | ---------------------------------------- | -------------------------------------- | --------------------------------------------- |
| タッチパネル／加速度センサー                     | Xi／FOMAハイスピード                     | Bluetooth                              | DCMX／おサイフケータイ／赤外線／トルカ        |
| ワンセグ                                         | メロディコール                           | テザリング                             | WiFi IEEE802.11b/g/n                          |
| GPS                                              | spモード／電話帳バックアップ             | デコメール／デコメ絵文字／デコメアニメ | iチャネル                                     |
| エリアメール／ソフトウェアーアップデート自動更新 | デジタルオーディオプレーヤー(WMA)(MP3他) | GSM／3Gローミング（WORLD WING）        | フルブラウザ／Flash Player 10.3               |
| Androidマーケット／dメニュー／dマーケット        | Gmail／Google Talk／YouTube／Picasa      | バーコードリーダ／名刺リーダ           | ドコモ地図ナビ／Google Maps／ストリートビュー |

## 歴史
- 2011年10月18日 - NTTドコモより発表。
- 2011年11月18日 - F-03Dの予約受付開始。
- 2011年11月25日 - F-03Dの発売開始。
- 2012年1月13日 - F-03D Girls'の予約受付開始[4]。
- 2012年1月20日 - F-03D Girls'の発売開始。

## 主な不具合

### メモリ不足エラーの多発
本機は搭載ROM1GBに対しユーザエリアは約260MBと少ない。特にF-03D Girls'はコラボ企画商品の為多数のバンドルアプリが搭載されており、初期状態でも1～2本アプリをインストールするとすぐにメモリ不足の警告が多発する。
またユーザ側でアプリを全く追加しなくても、アプリのバージョンアップデータやメールデータの蓄積等により購入後数ヶ月で同様の警告が多発する。
この事象に対しドコモショップは、当該端末のキャッシュクリアや不要データ削除等の一時凌ぎの対応に終始しているが、販売店の中には返品を受け付けた所もあり、対応が様々となっている。
解決策
本事象は前述のようにROMに割り当てられたユーザーエリアの容量が少ない事とバンドルアプリの多さに起因しており、通常の手段では、削除可能なバンドルアプリを削除してから、キャッシュデータのクリアやメールデータの整理などを日常的に行わなければ回避できない。
どうしてもわずらわしい場合は、root取得によるバンドルアプリの削除方法等も複数紹介されているが、root取得はOSやSoCの脆弱性を用いた改造行為のため、予期せぬ不具合や誤って本機に本来必要なファイルまで削除してしまい使用できなくなる（文鎮化）リスクを承知で行う必要がある。

### アップデート
2012年2月27日に以下の不具合の修正がソフトウェアアップデートによって行われた。
- 携帯電話（本体）が画面OFFの状態でspモードメールを受信した際、メール着信音が鳴動しない場合がある。
- 携帯電話（本体）を充電中に電源OFF後、電源ONしてもまれに起動しない場合がある。
- ごくまれに動画・音楽コンテンツが正しく再生できない場合がある。

2012年4月23日に以下の不具合の修正がソフトウェアアップデートによって行われた。
- 通話終了後、まれに携帯電話（本体）の画面がOFFとなり、操作できない場合がある。

2013年2月14日に以下の不具合の修正がソフトウェアアップデートによって行われた。
- VIDEOストアでFLASH動画を再生中、まれにVIDEOストアアプリが強制終了する場合がある。
- microSDXCカードを差し込むと、microSDXCカード内のデータが破損される[5]。